# Camponotus ephippiatus
Camponotus ephippiatus är en myrart som beskrevs av Hugo Viehmeyer 1916. Camponotus ephippiatus ingår i släktet hästmyror, och familjen myror. Inga underarter finns listade.